# Bernhard Kläß
Bernhard Kläß (* 6. Juni 1918 in Dresden; † 23. April 1981 in Bad Tölz) war ein deutscher Arzt.
Kläß war von 1952 bis 1971 Stadtmedizinaldirektor von Fürth. 1958 wurde er Vorsitzender des Er war Vizepräsident des Bayerischen Roten Kreuzes in Ober- und Mittelfranken, von 1961 bis 1977 war er Vizepräsident des Bayerischen Roten Kreuzes und Vorsitzender des Bunds der Deutschen Medizinalbeamten.
Vom 20. Juni 1964 bis zum Tod war er Mitglied des Bayerischen Senats. Am 9. Juni 1969 wurde er mit dem Bayerischen Verdienstorden ausgezeichnet.
Er war seit 1960 Ehrenmitglied der katholischen Studentenverbindung KDStV Gothia Erlangen im CV.